# José Manuel Rojas
José Manuel Rojas Bahamondes (Talagante, 23 de junho de 1983) é um futebolista chileno que joga como zagueiro pela Universidad de Chile.

## Carreira
Nascido em Talagante. Joga como zagueiro e lateral-esquerdo. Estreou na Universidad de Chile em 2005, permacendo como reserva até 2006, onde após crises econômicas, a Universidad de Chile teve que vender seus titulares.
Em 2007, como titular e jogando em alto nível, foi campeão do Apertura de 2004, título que conquistou mais uma vez em 2009.
Em 2011, segundo o jornal "La Cuarta", "El Pepe" teria sido oferecido ao Grêmio, pois Rojas estaria insatisfeito no clube chileno por não ter recebido um aumento salarial, após esse impasse no meio do ano de 2011. Nesse mesmo ano, conquistou a tríplice coroa, ganhando o Apertura e o Clausura, e a Copa Sul-Americana de 2011.
Após uma longa negociação, Rojas, que foi um dos destaques na Copa Sul-Americana de 2011 junto com Eduardo Vargas, onde conquistou o título invito pela Universidad de Chile, foi dado como certo em uma venda de R$ 2 milhões ao Botafogo, porém aconteceu uma reviravolta quando realizou exames médicos no clube carioca, apresentando problemas cardíacos, e, então anunciou seu regresso ao clube chileno.

## Títulos
Universidad de Chile
- Campeonato Chileno: 2004 (Apertura), 2009 (Apertura), 2011 (Apertura), 2011 (Clausura) e 2012 (Apertura)
- Copa Sul-Americana: 2011

### Prêmios individuais
- Melhor Zagueiro pela esquerda do ano no Chile: 2011
- Seleção da Copa Libertadores: 2012